# 1968 у науці
1968 року відбулися різні наукові та технологічні події, зокрема перелічені нижче.

## Події

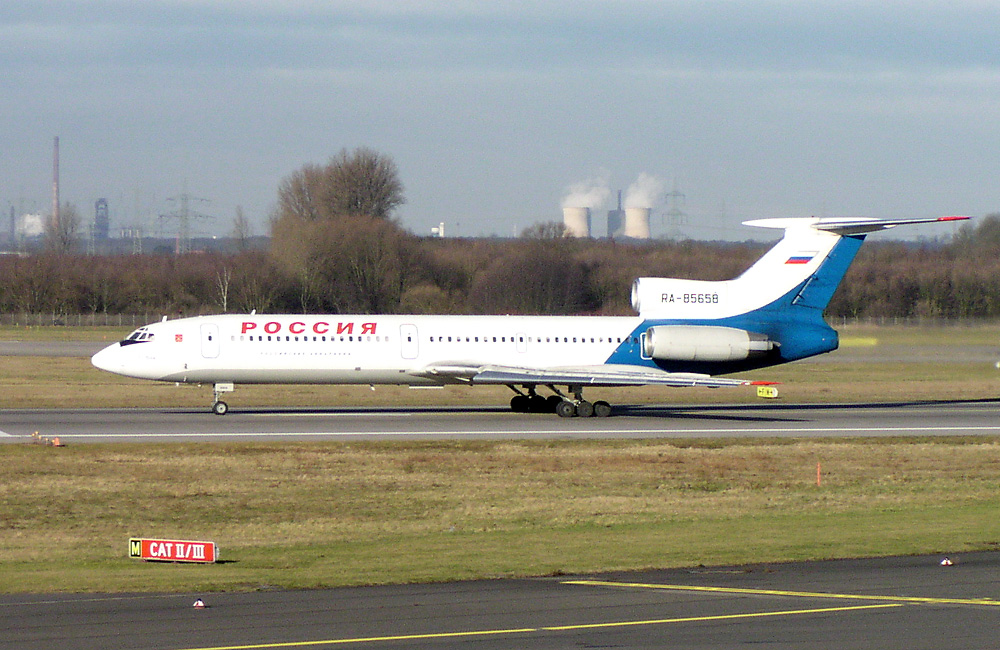
«Ту-154» (2008 рік)

- Січень — у журналі «Стандарти і якість»[1]:34—35 група радянських науковців запропонували єдину методику кількісної оцінки якості абсолютно різних об'єктів і ввела в науковий обіг термін кваліметрія.
- 28 березня — часткове сонячне затемнення (максимальна фаза 0,899)[2].
- 13 квітня — повне місячне затемнення в південній півкулі (фаза 1,10)[3].
- 19 квітня — запущено радянський космічний апарат Космос-215, що став першим у світі астрономічним супутником[4].
- 18 вересня вперше у світі безпілотний прототип місячного корабля «Союз 7К-Л1» Зонд-5 облетів місяць на мінімальній відстані 1950 км від поверхні (на борту станції перебували тварини і рослини: середньоазійські черепахи, мухи-дрозофіли, бактерії, рослини, жуки-хрущаки).
- 22 вересня — повне сонячне затемнення (максимальна фаза 1,0099)[5].
- 3 жовтня — відбувся перший політ радянського літака «Ту-154» (командир корабля Ю. В. Сухов).
- 6 жовтня — повне місячне затемнення в екваторіальній зоні Землі (фаза 1,17)[3].
- 11 жовтня — перший політ нового американського космічного корабля «Аполлон-7». Вперше відразу три астронавти на борту: Уоллі Ширра, Донн Ейсел, Волтер Каннінгем. Уоллі Ширра — перший астронавт, який здійснив три космічні польоти.
- 7 грудня — у США вперше успішно запущено космічний телескоп OAO-2[en], який здійснював спостереження ультрафіолетового випромінювання зір і галактик.
- 21 грудня — астронавт Френк Борман, Джеймс Ловелл, Вільям Андерс на кораблі «Аполлон-8» уперше стартували на орбіту Місяця.

### Без точних дат
- Організовано Інститут спектроскопії АН СРСР[ru], його першим директором став Сергій Леонідович Мандельштам[ru][6].

## Досягнення людства
- У США побудовано перші радіонтерферометри з наддовгою базою.

### Винаходи
- Надзвуковий пасажирський літак: Ту-144 (СРСР).

### Нові види тварин
- Тварини, описані 1968 року

## Медицина
- Генетик Анджело Мері Ді Джорджі описав захворювання, назване синдромом Ді Джорджі

## Нагороди
- Нобелівська премія
  - Фізика — Луїс Волтер Альварес, «За винятковий внесок у фізику елементарних частинок, зокрема за відкриття великого числа резонансів, що стало можливим завдяки розробленій ним техніці з використанням водневої бульбашкової камери і оригінальному аналізу даних».
  - Хімія — Ларс Онсагер, «За відкриття співвідношень взаємності в незворотних процесах, названих його ім'ям, які мають принципово важливе значення для термодинаміки незворотних процесів».
  - Медицина і фізіологія — Роберт Голлі, Гар Гобінд Корана, Маршалл Ніренберг, «За розшифровку генетичного коду і його ролі в синтезі білків».
- Велика золота медаль імені М. В. Ломоносова
  - Іштван Русняк[ru] (президент Академії наук Угорської Народної Республіки) — за видатні досягнення в галузі медицини.
  - Володимир Олександрович Енгельгардт — за видатні досягнення в галузі біохімії і молекулярної біології.
- Премія Тюрінга
  - Річард Геммінг — за роботи в галузі чисельних методів, систем автоматичного кодування, кодів виявлення та виправлення помилок.

## Померли

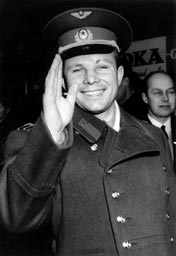
Ю. О. Гагарін

- 27 березня — Юрій Олексійович Гагарін, перший космонавт.
- 1 квітня — Лев Давидович Ландау, радянський фізик, академік АН СРСР, лауреат Нобелівської премії з фізики (1962).
- 19 серпня — Георгій Антонович Гамов, фізик і астрофізик, який написав більшу частину своїх робіт у США.
- 19 вересня — Честер Карлсон, американський винахідник ксерографії (нар. 1906).
- 19 листопада — Олександр Володимирович Марков, радянський астроном.